# Ben Bass
Benjamin Langer Bass (Baltimora, 14 agosto 1968) è un attore canadese.
È noto soprattutto per aver interpretato il personaggio del vampiro spagnolo del XVI secolo Javier Vachon nella serie Forever Knight e per il ruolo dell'ufficiale Sam Swarek nella serie televisiva drammatico-poliziesca Rookie Blue.

## Biografia
Bass è nato a Baltimora, Maryland. All'età di 7 anni, si trasferì con la famiglia a Vancouver, Canada. Parla correntemente il francese.
Iniziò la sua carriera televisiva con l'apparizione nello show 21 Jump Street, e iniziò la sua carriera teatrale quando apparve in Angry Housewives. Fu nominato per il Vancouver Jesse Award come miglior attore non protagonista in Angry Housewives. Inoltre, diede origine al ruolo teatrale del giovane Elvis Presley in Are you lonesome tonight al Festival di Charlottetown nell'Isola del Principe Edoardo. Per di più ha studiato recitazione alla London Academy of Music and Dramatic Art e a L'École Internationale de Théâtre Jacques Lecoq a Parigi. 
Dopo essere tornato in Canada, fece diverse comparse televisive prima di diventare un membro regolare della serie Forever Knight nel ruolo del vampiro spagnolo del 16^ secolo Javier Vachon.
Partecipò allo Stratford (Ontario) Festival e all'Atlantic theatre Festival in Nuova Scozia.
Bass fu nominato per il Gemini Award per il suo ruolo guida nella serie drammatica Canadese L'undicesima ora e ha recentemente recitato nella miniserie tv Would Be Kings per il quale ha ricevuto la sua seconda nomination al Gemini.
La sua carriera cinematografica include la partecipazione a film come A Cool Dry Place, La sposa di Chucky e Il sesto giorno.

### Vita privata
Il 14 giugno 2011 ha sposato l'attrice Laura Carswell, che poi ha preso il suo cognome. I due si separarono nel 2015.

## Filmografia

### Cinema
- Il mio campione (A Cool, Dry Place), regia di John N. Smith (1998)
- La sposa di Chucky (Bride of Chucky), regia di Ronny Yu (1998)
- Il sesto giorno (The 6th Day), regia di Roger Spottiswoode (2000)
- Dream, regia di David Hauka - cortometraggio (2008)

### Televisione
- I quattro della scuola di polizia (21 Jump Street) – serie TV, episodio 1x03 (1987)
- Street Legal – serie TV, episodio 2x13 (1987)
- Bordertown – serie TV, episodi 1x15-3x24 (1989-1991)
- Chi ha ucciso mia figlia? (A Killer Among Friends), regia di Charles Robert Carner – film TV (1992)
- Forever Knight – serie TV, 22 episodi (1995-1996)
- Scandalous Me: The Jacqueline Susann Story, regia di Bruce McDonald – film TV (1998)
- Murder in a Small Town, regia di Joyce Chopra – film TV (1999)
- Bonanno - La storia di un padrino (Bonanno: A Godfather's Story), regia di Michel Poulette – film TV (1999)
- The Hunger – serie TV, episodio 2x04 (1999)
- First Wave – serie TV, episodio 2x16 (2000)
- Tesoro, mi si sono ristretti i ragazzi (Honey, I Shrunk the Kids: The TV Show) – serie TV, episodio 3x19 (2000)
- Hollywood Off-Ramp – serie TV, episodio 1x01 (2000)
- Stargate SG-1 – serie TV, episodio 4x13 (2000)
- Strane frequenze (Strange Frequency), regia di Mary Lambert e Bryan Spicer – film TV (2001) - (episodio Room Service)
- Da Vinci's Inquest – serie TV, episodi 2x10-3x13 (1999-2001)
- Beggars and Choosers – serie TV, 29 episodi (1999-2001)
- The Lone Gunmen – serie TV, episodio 1x12 (2001)
- Night Visions – serie TV, episodio 1x01 (2001)
- Big Sound – serie TV, 8 episodi (2000-2001)
- Jeremiah – serie TV, episodio 1x11 (2002)
- Detective Monk (Monk) – serie TV, episodi 1x01-1x02 (2002)
- The Twilight Zone – serie TV, episodio 1x27 (2003)
- Bliss – serie TV, episodio 2x01 (2003)
- Tom Stone – serie TV, 7 episodi (2002-2003)
- Dead Like Me – serie TV, episodio 1x11 (2003)
- The Chris Isaak Show – serie TV, 1 episodio (2004)
- The Love Crimes of Gillian Guess – film TV (2004)
- Bury the Lead – serie TV, 13 episodi (2004-2005)
- Queer as Folk – serie TV, 2 episodi (2005)
- Last Exit – film TV (2006)
- Law & Order - I due volti della giustizia (Law & Order) – serie TV, 1 episodio (2007)
- Would Be Kings – miniserie TV (2008)
- Flashpoint – serie TV, 1 episodio
- Rookie Blue – serie TV (2010-2015)
- La gemella perfetta (The Good Sister) – film TV (2014)
- L'amore è complicato (Love's Complicated) - film TV (2016)

## Doppiatori italiani
Nelle versioni in italiano delle opere in cui ha recitato, Ben Bass è stato doppiato da:
- Gabriele Sabatini in La gemella perfetta
- Enrico Pallini in L'amore è complicato
- Francesco Prando in Detective Monk
- Osmar Santucho in Rookie Blue